# Панько Таміла Іванівна
Панько Таміла Іванівна (16 березня 1935, Ряшки Іваницького району Чернігівської області — 19 листопада 1996, Львів) — український філолог-україніст, лексикограф, термінознавець і термінограф, доктор філологічних наук (1983), професор (1984), завідувач кафедри української мови Львівського університету (1975–1995).

## Біографія
Закінчила українське відділення філологічного факультету Львівського університету (1959).
Працювала учителем української мови та літератури (1959–1965).
З 1965 — викладач української мови у Львівському університеті.
З 1975 — завідувач кафедри української мови Львівського університету.
З 1984 — на посаді професора кафедри.

## Монографії, підручники, словники
- Нація і мова в системі поглядів М. Драгоманова і М. Грушевського. — Льв.: 1991 р. — 53 с.
- Мова і нація в естетічній концепції І. Франка [Текст] / Т. І. Панько; Ред. Д. С. Карпин. — Львів: Світ, 1992. — 192 с.
- Українське термінознавство: підручник для студ. гум. спеціальностей вузів / Т. І. Панько, І. М. Кочан, Г. П. Мацюк. — Львів: Світ, 1994. — 216 с.
- Українсько-болгарський розмовник / З. М. Терлак, М. О. Ярмолюк, Т. І. Панько; ред. Д. С. Карпин. — Львів: Світ, 1994. — 132 с.